# Celi Seduli
Celi Seduli (en llatí Coelius Sedulius) va ser un poeta cristià del segle v, denominat prevere per Isidor de Sevilla, el Decret Gelasianum i Honori d'Autun. Sovint es confon amb Seduli Escot (Sedulius Scotus, autor irlandès del segle ix) i amb sant Seduli de Dublín, abat del segle viii.
És conegut també com a Antistes, nom que li dona l'anònim Mellicensis (un manuscrit de l'Abadia de Melk). Va viure durant el segle v, després del 420, ja que menciona a Jeroni d'Estridó (mort en aquesta data) i més aviat cap al final, ja que parla del papa Gelasi I que va governar l'església del 492 al 496.
La seva obra va ser recopilada després de mort i publicada per Asteri. La inscripció d'aquest (Hoc opus Sedulius inter chartulas dispersum reliquit: quod recollectum adornatumque ad omnem elegantiam divulgatum est a Turcio Ruiio Asterio V. C. consule ordinario atque patricio) ajuda a determinar la seva data, ja que Turci Rufi Apronià Asteri va ser cònsol l'any 496 juntament amb Presidi o en llatí Praesidius (un altre Asteri era cònsol el 449 junt amb Protògenes).

## Obres
Alguns títols de les seves obres eren:
- I. Paschale Carmen s. Mirabilium Divinorum Libri V, en metres heroics.
- II. Veteris et Novi Testamenti Collatio, un himne amb una col·lecció de textos de l'Antic i el Nou Testament, ordenats de manera que el lector els pugui comparar
- III. Hymnus de Christo, un relat esquemàtic de la vida i miracles de Crist, des de l'Encarnació fins a l'Ascensió
- IV. De Verbi Incarnatione, un Cento Virgilianus
- V. Un epigrama amb el títol "De tabula orbis terrarum jussu Theodosii Junioris Imperatoris facta", d'autoria dubtosa.

No es considera un poeta de gaire mèrit.